# Franciszek Niżałowski
Franciszek Tomasz Niżałowski (Lemberg, 1859. szeptember 18. – Lwów, 1937. augusztus 9.) lengyel katonai bíró, az Osztrák–Magyar Monarchia idején a császári és királyi hadsereg tábornoka, majd Lengyelország függetlenné válása után a Lengyel Hadsereg altábornagya és a Legfelsőbb Katonai Bíróság elnöke.

## Élete
Középiskoláját Lembergben (korabeli lengyel nevénː Lwówban, mai ukrán nevénː Lvivben) végezte. 1879-ben egyéves önkéntes katonai szolgálatra vonult be, melyet követően tartalékos hadnagyi rangot kapott. Diplomáját 1881-ben a Lembergi Egyetem Jogi Karán szerezte. Katonai szolgálatát 1882-ben kezdte meg a K. u. k. hadseregben katonai bírói fogalmazóként. Először Temesváron szolgált, később Krakkóban a 13. gyalogezrednél (1887 és 1891 között), végül Pécsett.
1893-ban nevezték ki katonai bíróvá. 1902-ben Innsbruckba vezényelték a XIV. hadtesthez igazságügyi referensként. 1911-től Bécsben a Legfelsőbb Katonai Bíróság referense volt. 1914. szeptember 1-jén a Legfelsőbb Bíróság Országos Honvédelmi Bizottsága elnökévé nevezték ki. Tisztségében 1918. december 13-áig maradt, közben császári elismerést kapott. 1916 novemberében a legfőbb Landwehr-haditörvényszék tanácselnökeként ő vezette a Karel Kramarz képviselő és társai semmisségi (fellebbezési) perét. Kramarzt, aki később Csehszlovákia első miniszterelnöke lett, júniusban halálra ítélték hazaárulás miatt.
1918. december 16-án felvételt nyert a lengyel hadseregbe. 1919 januárjában a Katonai és Jogi Minisztériumba vezényelték szolgálatra, majd március elsejétől a Legfelsőbb Katonai Bíróság elnökévé nevezték ki. Tisztségét nyugdíjazásáig, 1921 áprilisáig töltötte be. Ezt követően Varsóban, majd Lembergben telepedett le. A Łyczakowski temetőben (ukránulː Licsakivi temető) nyugszik.
Egyik rokona, Jerzy Niżałowski varsói ügyvéd a palmiryi vérengzésben vesztette életét 1940-ben. További ismert rokonai Nizalowski Czeslaw Wladimir repülőgép-tervező  és Nizalowski Ernő hadi pilóta voltak.

## Galéria

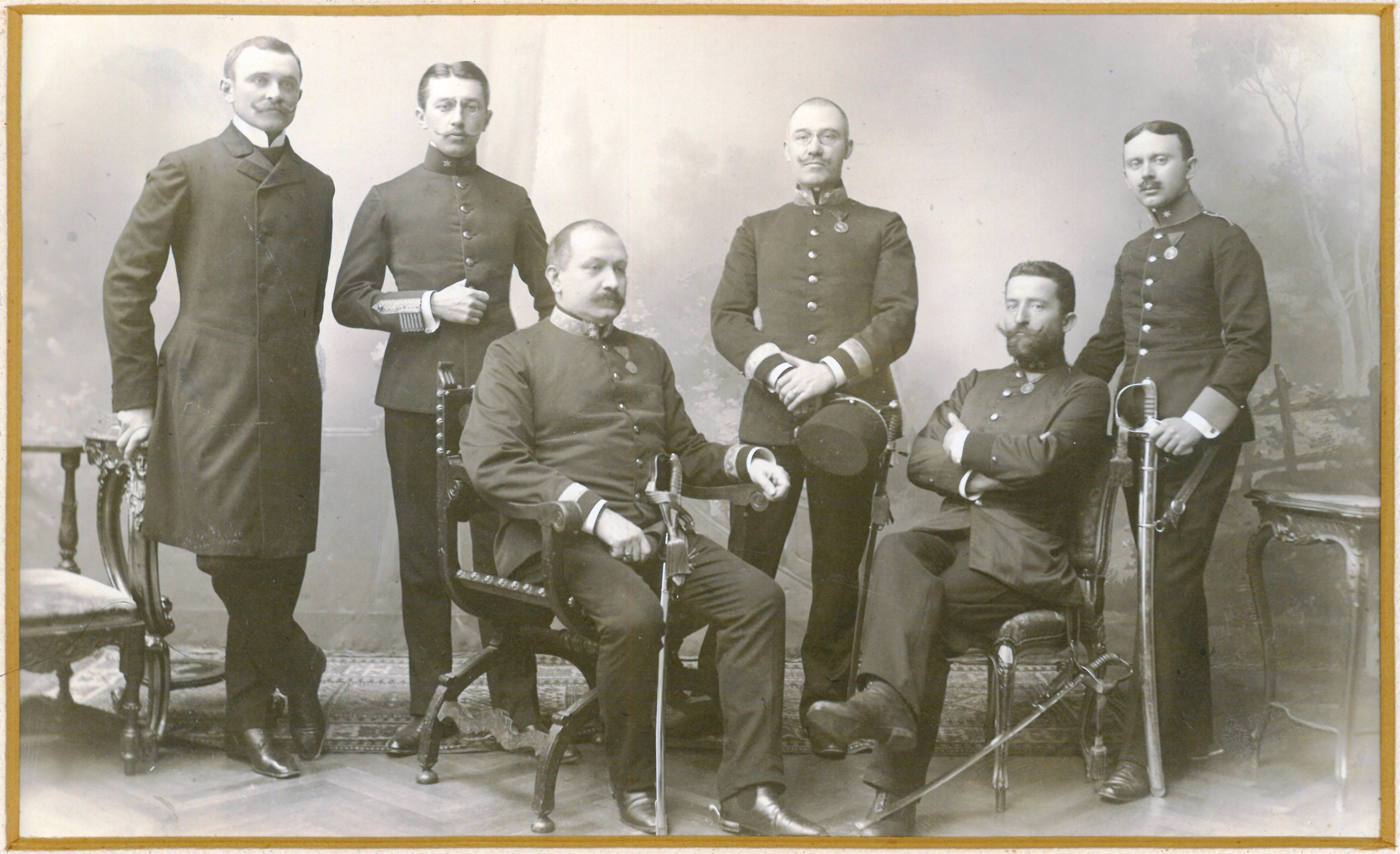
Niżałowski tisztek társaságában
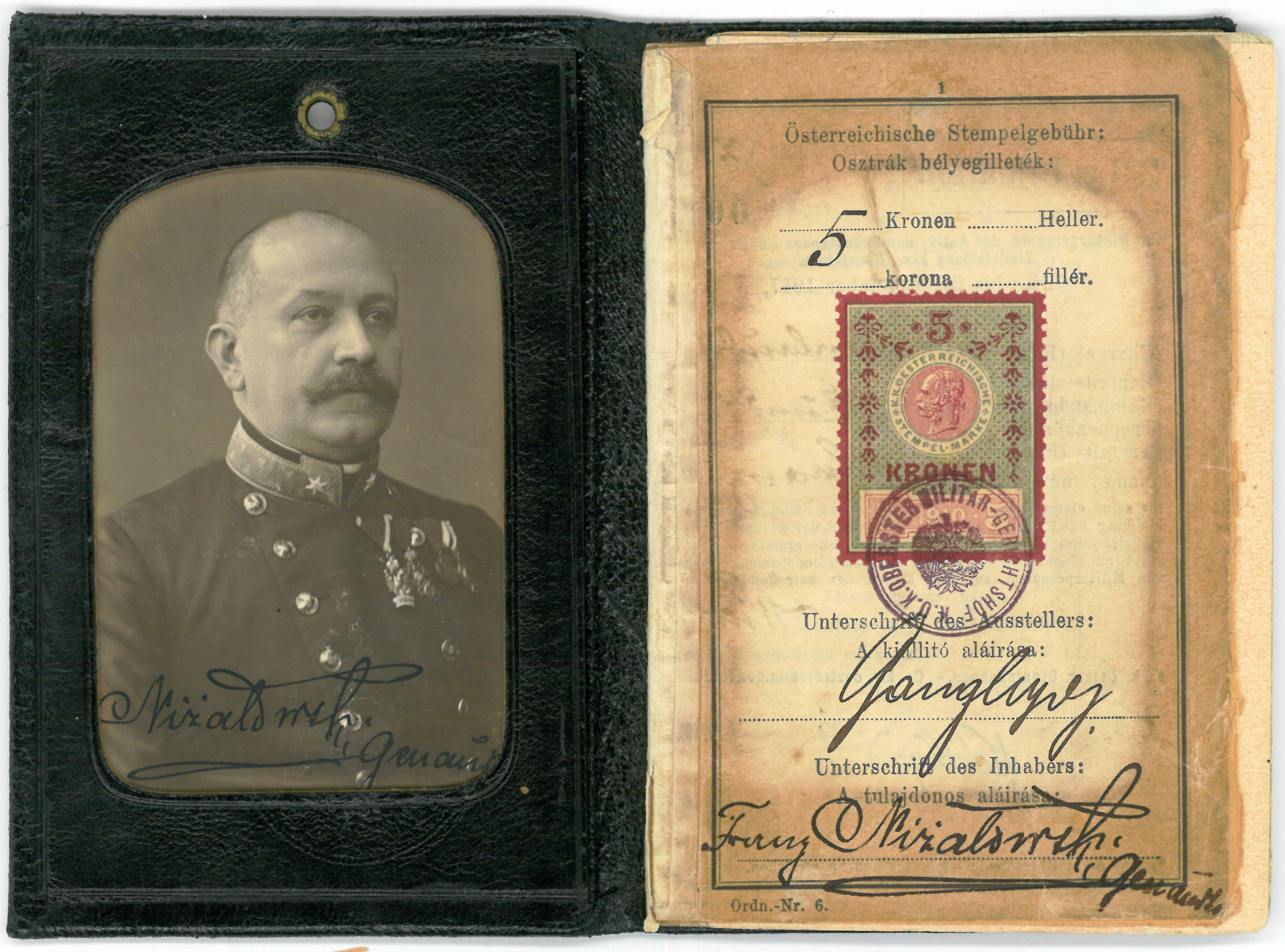
Osztrák katonai vasúti igazolványa
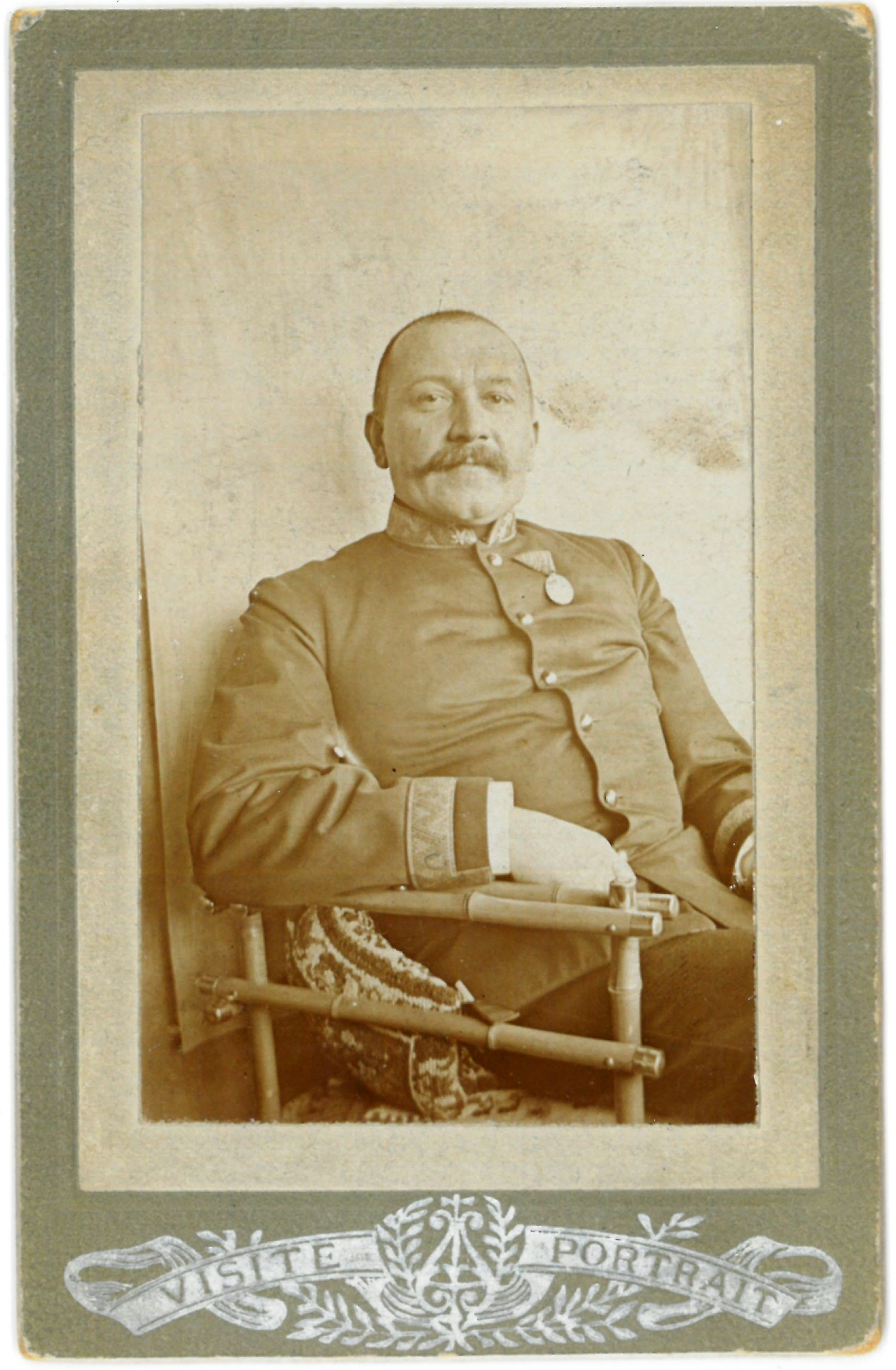
Vizitkártyája
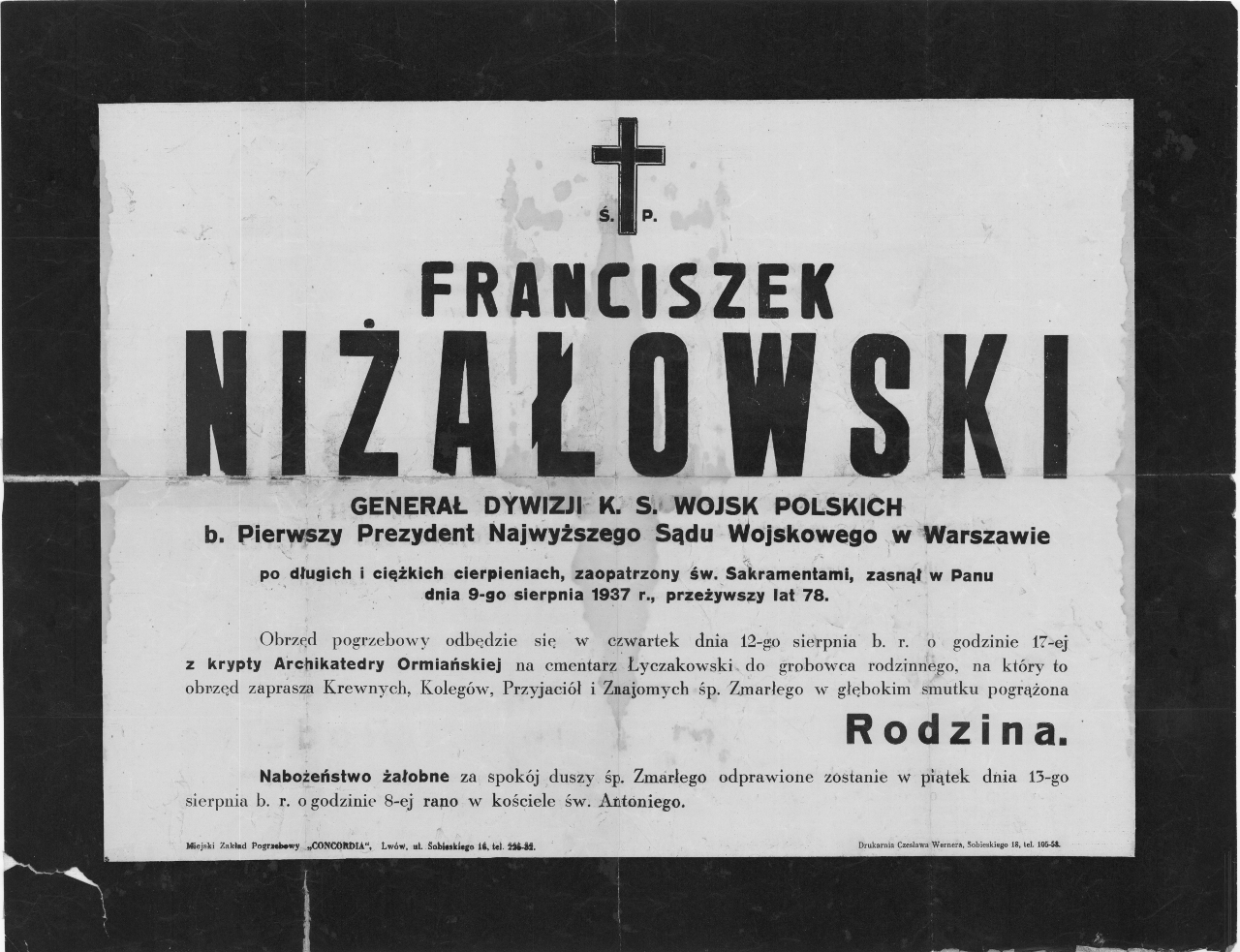
Halotti értesítő
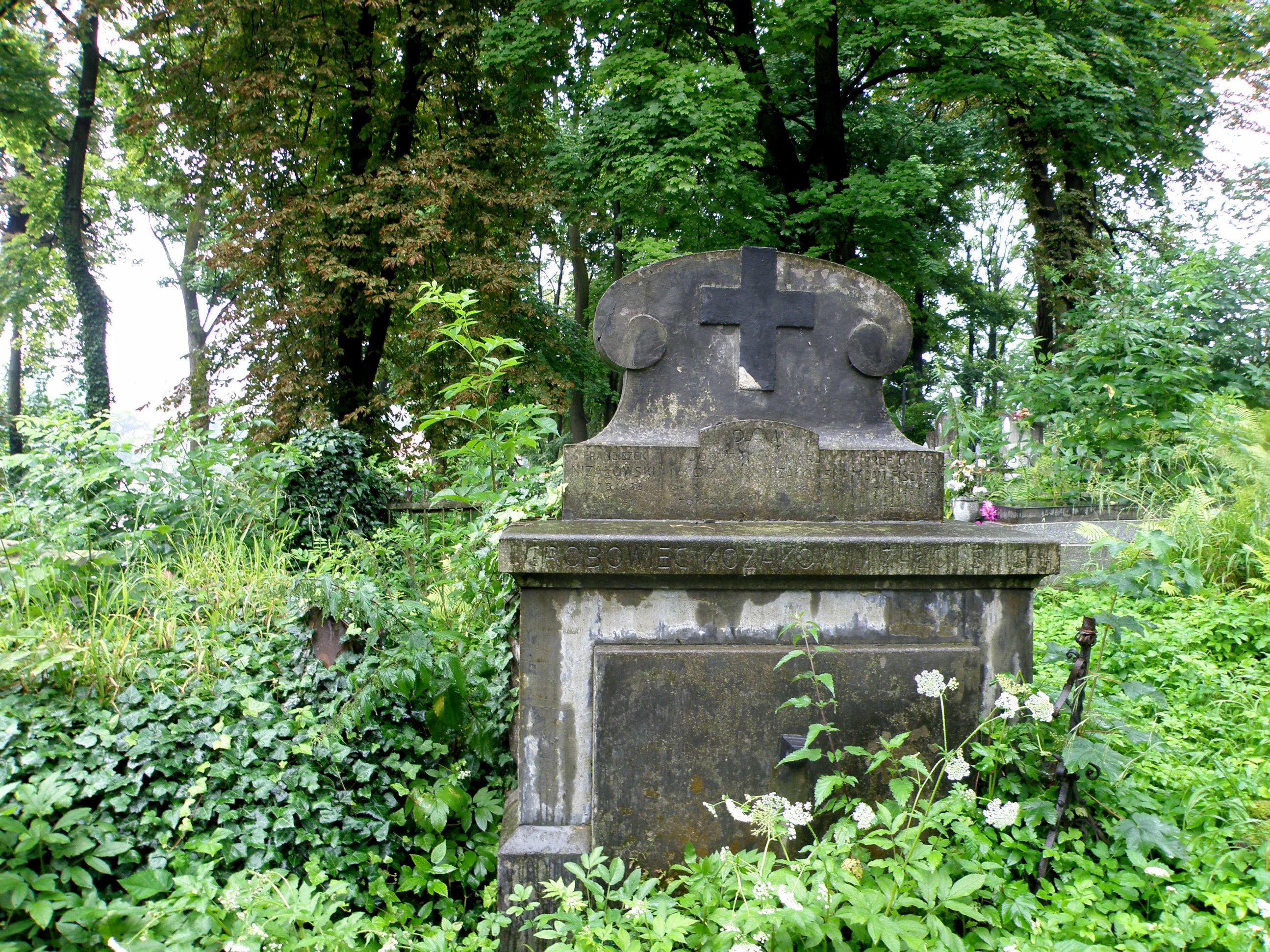
Niżałowski temetési helye a Kozak Niżałowski család sírjában (Lviv, Licsakivi temető)

## Katonai előmenetele
Előmenetele a császári és királyi hadseregbenː
- hadnagy (podporucznik, Leutnant) – 1880
- igazságszolgáltatási főhadnagy (porucznik audytor, Oberleutnant-Auditor) – 1883
- igazságszolgáltatási százados II. osztály[3] (kapitan audytor II klasy, Hauptmann-Auditor 1 Klasse) – 1885
- igazságszolgáltatási százados I. osztály (kapitan audytor I klasy, Hauptmann-Auditor 2 Klasse) – 1887
- igazságszolgáltatási őrnagy (major audytor, Major-Auditor) – 1895
- igazságszolgáltatási alezredes (podpułkownik audytor, Oberstleutnant-Auditor) – 1901. november 1.
- igazságszolgáltatási ezredes (pułkownik audytor, Oberst-Auditor) – 1907
- igazságszolgáltatási tábornok (generał audytor, General-Auditor) – 1911. november 1.

Előmenetele a Lengyel Köztársaság hadseregébenː
- dandártábornok (generał brygady) – 1918. december 16.
- vezérőrnagy (generał dywizji) – 1921. április 1.
- altábornagy (generał broni) – 1923. október 26.[5]

## Kitüntetései
- Ferenc József-rend (1916)
- Osztrák Császári Vaskorona-rend III. osztály
- A függetlenség 10. évfordulója emlékérem (1928)

## Fordítás
- Ez a szócikk részben vagy egészben a Franciszek Niżałowski című lengyel Wikipédia-szócikk ezen változatának fordításán alapul.  Az eredeti cikk szerkesztőit annak laptörténete sorolja fel. Ez a jelzés csupán a megfogalmazás eredetét és a szerzői jogokat jelzi, nem szolgál a cikkben szereplő információk forrásmegjelöléseként.